# Xylophanes anubus
Xylophanes anubus är en fjärilsart som beskrevs av Pieter Cramer 1777. Xylophanes anubus ingår i släktet Xylophanes och familjen svärmare. Inga underarter finns listade i Catalogue of Life.

## Bildgalleri

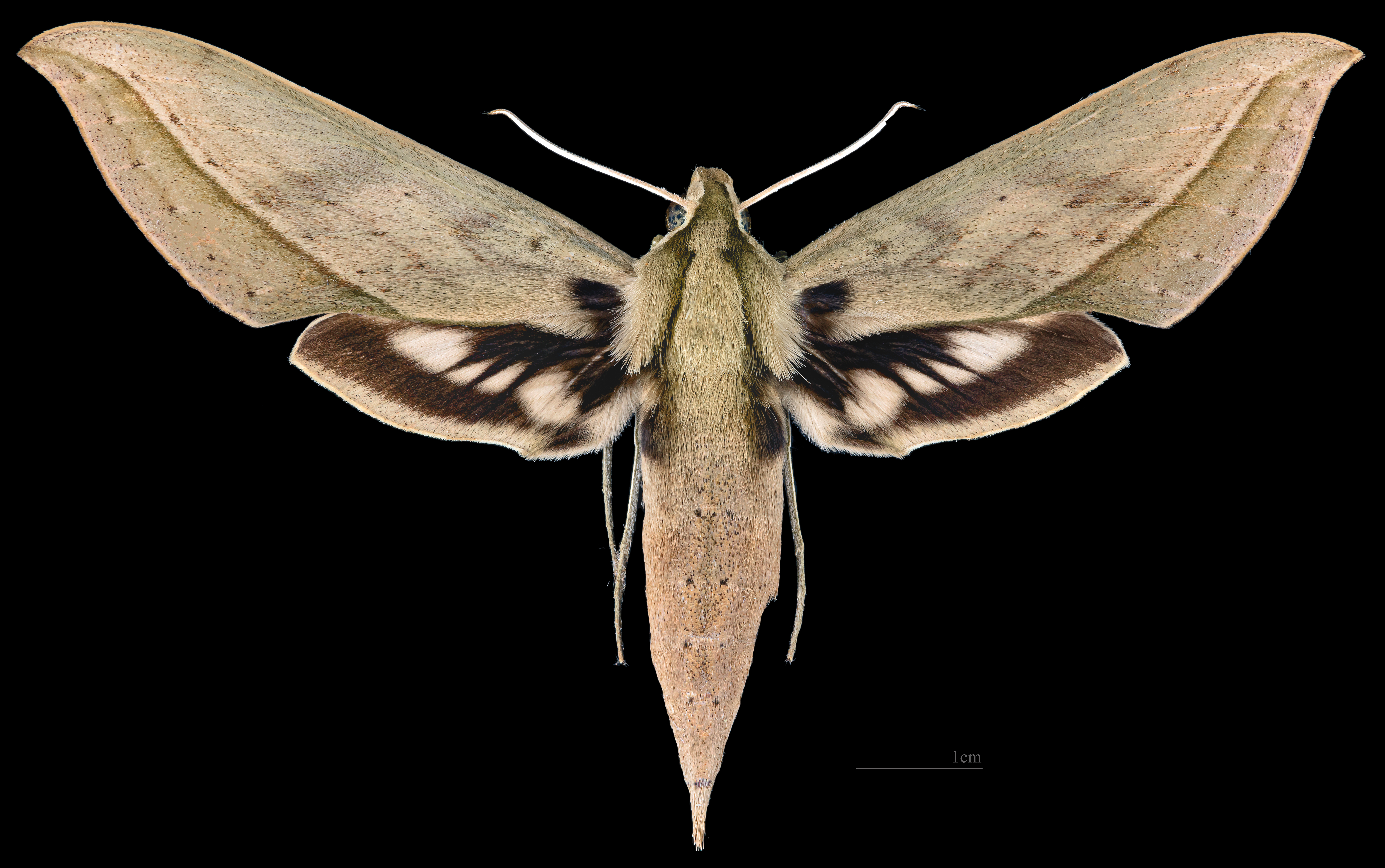
Xylophanes anubus ♀
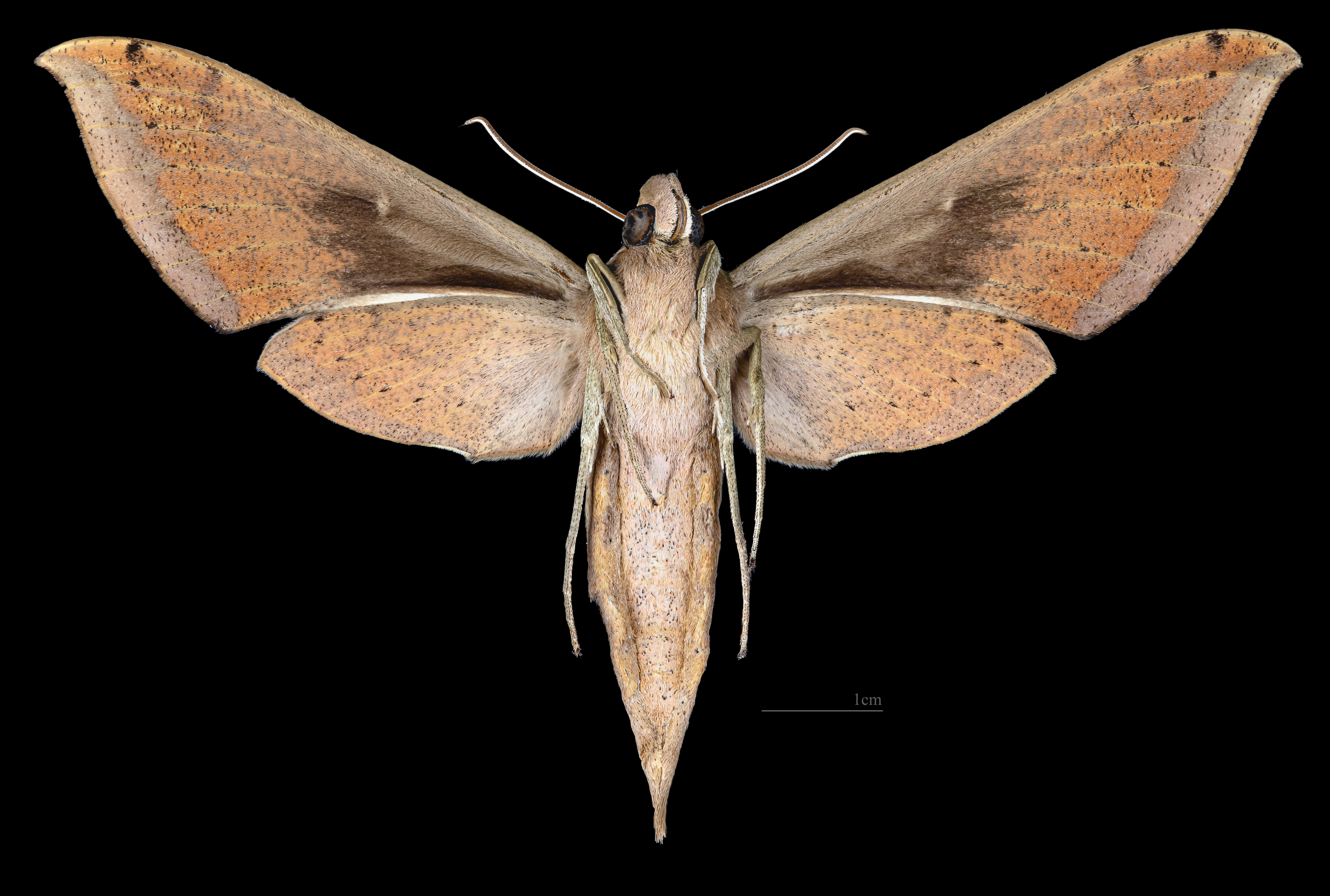
Xylophanes anubus ♀ △